# جبلة بن علي الشيباني
جبلة بن علي الشيباني استُشهد في معركة كربلاء مع الحسين بن علي.

## السيرة
جبلة بن علي كان من قبيلة بني شيبان، فرع من بكر بن وائل. وكان في جيش علي بن أبي طالب في معركة صفين. كما رافق مسلم بن عقيل في ثورته بالكوفة. قبل استشهاد مسلم، نجا من أسر عبيد الله بن زياد، فالتحق بالحسين بن علي.

## في معركة كربلاء
عندما وصل الحسين بن علي إلى كربلاء، انضم جبلة إلى جيشه. استُشهد في الغارة الأولى يوم عاشوراء.
زيارة الشهداء ذكرته بالاسم: "السلام على جبلة بن علي الشيباني"